# بنتا (ایندیانا)
بنتا (به انگلیسی: Banta) یک منطقهٔ مسکونی در ایالات متحده آمریکا است که در شهرستان جانسون، ایندیانا واقع شده‌است. بنتا ۲۳۶ متر بالاتر از سطح دریا واقع شده‌است.